# Диплатинаплутоний
Диплатинаплутоний — бинарное неорганическое соединение, интерметаллид
платины и плутония
с формулой PuPt2,
кристаллы.

## Получение
- Сплавление стехиометрических количеств чистых веществ:

{\displaystyle {\mathsf {2Pt+Pu\ {\xrightarrow {1475^{o}C}}\ PuPt_{2}}}}

## Физические свойства
Диплатинаплутоний образует кристаллы
кубической сингонии,
пространственная группа F d3m,
параметры ячейки a = 0,7631 нм, Z = 8,
структура типа димедьмагния MgCu2 (фаза Лавеса)
.
Соединение образуется по перитектической реакции при температуре 1475°С (1580°С).
При температуре 6 К переходит в ферромагнитное состояние.